# 李從教
李從教（？—？），字伯勉，號臨郊，陝西西安府同州人，民籍，明朝政治人物。

## 生平
陝西鄉試第二十二名舉人。嘉靖三十二年（1553年）中式癸丑科會試第三百四十一名，三甲第二百一十四名進士。通政司观政，授直隶涞水知县，调归安县，升户部主事。

## 家族
曾祖李昇；祖父李軌；父李織，母曹氏。